# APEC Nga 2012
APEC Nga 2012 (tiếng Nga: Саммит АТЭС Владивосток-2012) là hội nghị thường niên của các nhà lãnh đạo APEC. Các nhà lãnh đạo từ các nền kinh tế thành viên có cuộc gặp mặt trên đảo Russky, ngoài khơi bờ biển Vladivostok, Nga vào ngày 9-10 tháng 9 năm 2012.
Hội nghị thượng đỉnh trên đảo Russky đã chứng kiến các khu nghỉ mát, các cơ sở ăn uống và giải trí, bổ sung việc cải tạo và nâng cấp sân bay quốc tế Vladivostok.
Hai cây cầu dây văng lớn được xây dựng để chuẩn bị cho hội nghị thượng đỉnh, cụ thể là cầu Zolotoy trên vịnh Zolotoy Rog ở trung tâm thành phố, và cầu Russky nối từ đất liền ra đảo Russky (cây cầu dây văng dài nhất thế giới hiện nay). Khuôn viên mới của trường Đại học Tổng hợp Liên bang Viễn Đông cũng được hoàn thành trên đảo vào năm 2012 để tổ chức hội nghị.

Đảo Russky là nơi diễn ra hội nghị thượng đỉnh

## Công tác chuẩn bị

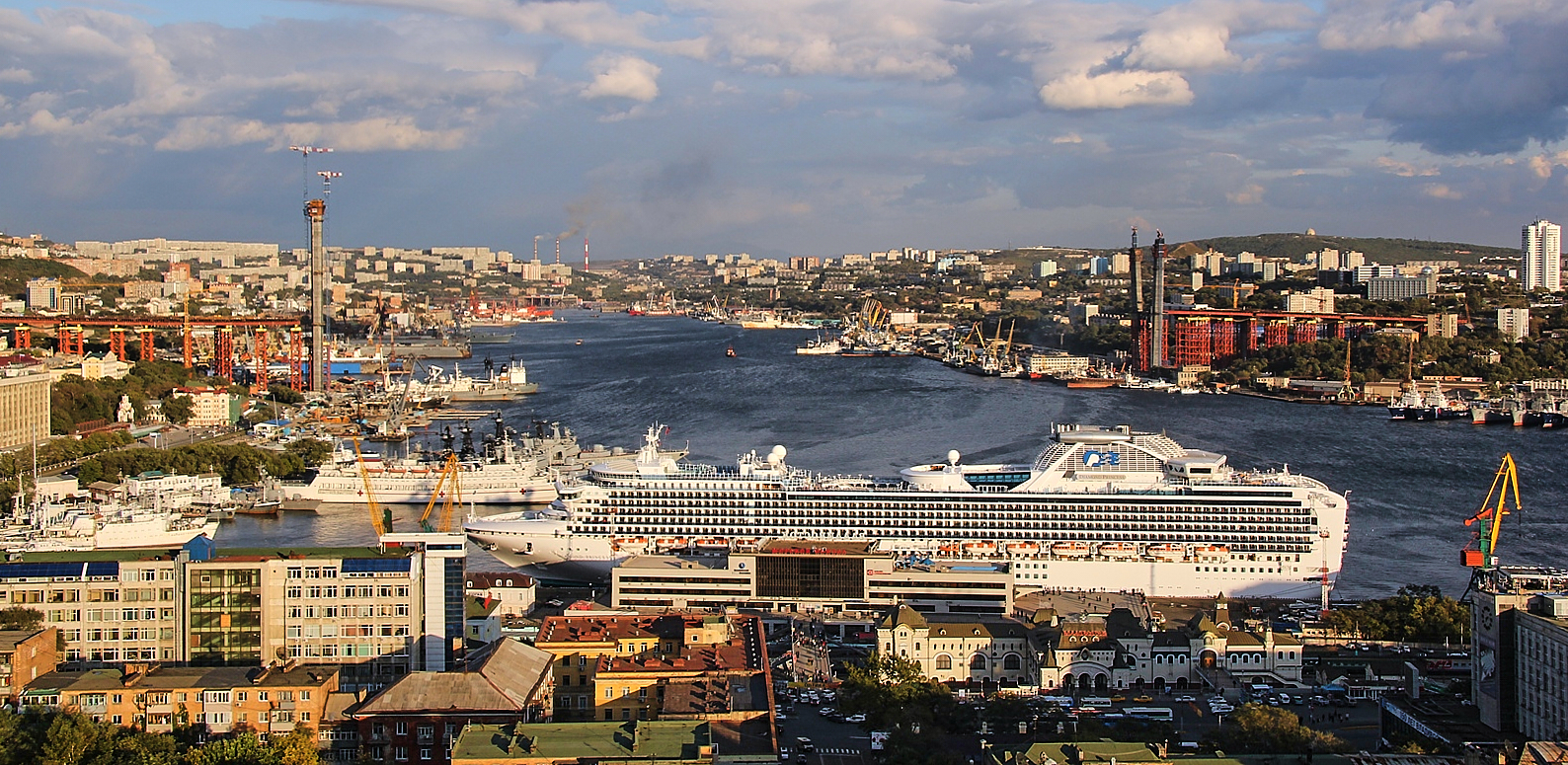
Vịnh Zolotoy Rog tại trung tâm Vladivostok, có thể nhìn thấy công trình xây dựng cầu

Tại APEC Việt Nam 2006 ở Hà Nội, Nga đã đưa ra đề xuất là nước chủ nhà tổ chức hội nghị APEC năm 2012. Ban đầu, vịnh Patrokl (phần phía nam của Vladivostok) đã được đề xuất là khu vực tổ chức hội nghị. Kế hoạch ban đầu là xây dựng một cung điện để tổ chức hội nghị thực sự, và xây một số khách sạn năm sao cho du khách. Sau khi kết thúc hội nghị cấp cao, cung điện sẽ được chuyển đổi thành một cung điện tiệc cưới, trung tâm hội nghị của nó làm nhà hát Opera, và các khách sạn dùng làm các tòa nhà căn hộ chung cư. Ước tính ban đầu cho chi phí phát triển vượt quá 382 tỷ rúp, và bao gồm khoản tiền mà thành phố cảm thấy cần thiết để mang lại cơ sở hạ tầng như hệ thống thoát nước, đường sá, cầu và đường ống nước đến điều kiện nâng cấp. German Gref, sau đó là Bộ trưởng Bộ Kinh tế và Thương mại, đã thăm Vladivostok vào tháng 12 năm 2006 nhằm xác định sự sẵn sàng của thành phố để tổ chức hội nghị, ông nhanh chóng bác bỏ kế hoạch này và nói rằng chi phí ước tính đã bị thổi phồng, ông không chịu trách nhiệm giải quyết các vấn đề của thành phố và tiếp tục cáo buộc chính quyền Vladivostok không chuyên nghiệp.
Vào tháng 1 năm 2007, Vladimir Putin, lúc đó là Tổng thống Nga, tuyên bố rằng việc tổ chức một hội nghị thượng đỉnh ở Vladivostok là một khả năng khác biệt, và ít nhất 100 tỷ rúp sẽ được yêu cầu để thành phố chuẩn bị cho hội nghị, ở thời điểm đó, con số này gấp ba lần ngân sách của vùng Primorsky. Vào ngày 27 tháng 1 năm 2007, Putin đến thăm Vladivostok để tham dự một cuộc họp về việc làm nước chủ nhà tổ chức APEC sắp tới của Nga.
Đề nghị đưa ra cho Nga là tổ chức hội nghị thượng đỉnh năm 2012 trên đảo Russky, một khu vực quân sự đã đóng cửa trong thời kỳ Liên Xô, điều này đã được xác nhận vào cuối hội nghị cấp cao APEC Úc 2007 tại Sydney, Úc. Tại một cuộc họp báo ở Sydney, Sergey Darkin, Thống đốc vùng Primorsky, ước tính chi phí tổ chức hội nghị thượng đỉnh là 147,5 tỷ rúp; cao hơn 50% so với ước tính trước đó. Theo ước tính của các chuyên gia, việc xây dựng cơ sở hạ tầng phục vụ hội nghị sẽ hỗ trợ sự phát triển kinh tế của vùng Viễn Đông Nga và sẽ làm tăng hơn gấp sáu lần tổng sản phẩm trên địa bàn vùng Primorsky vào năm 2020.

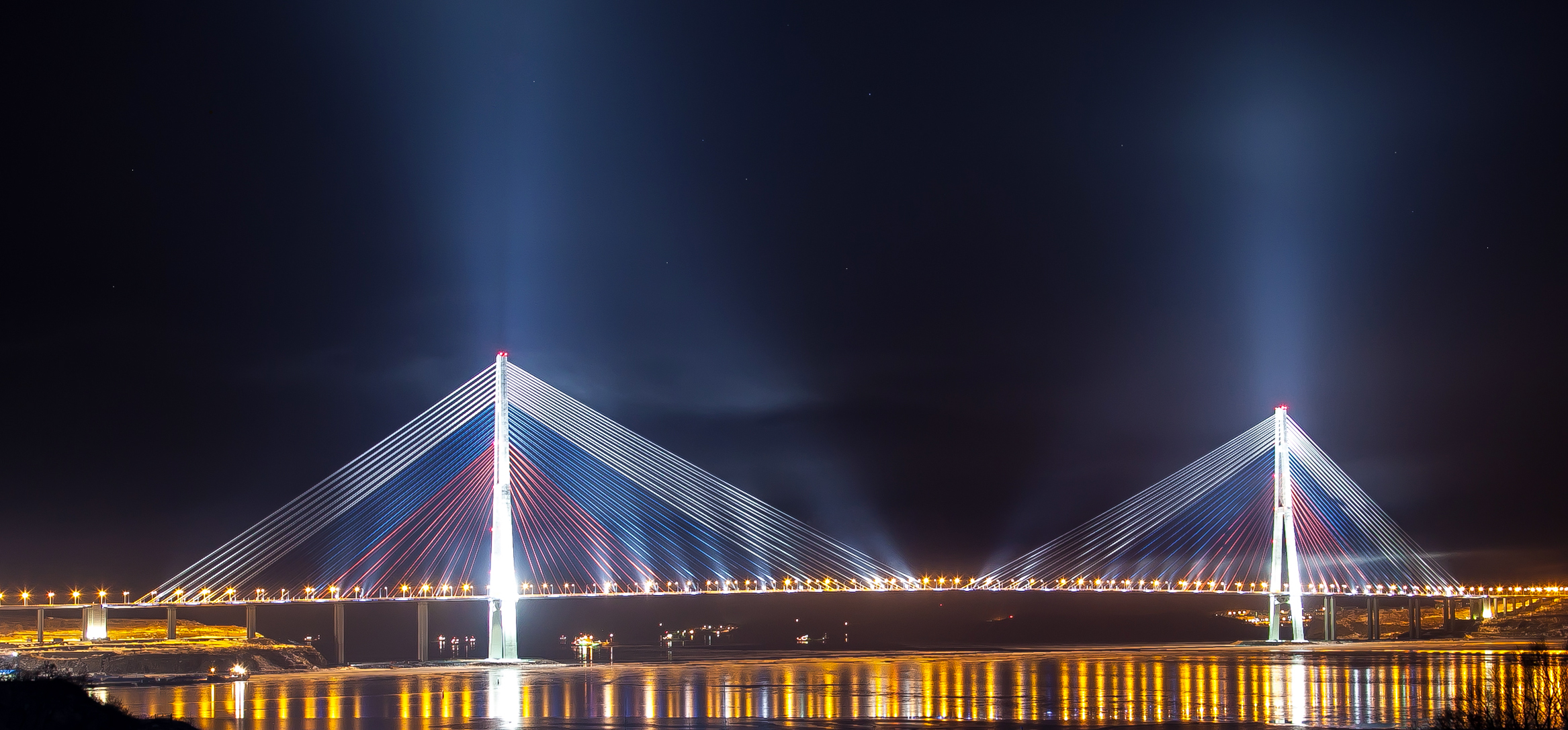
Cầu Russky

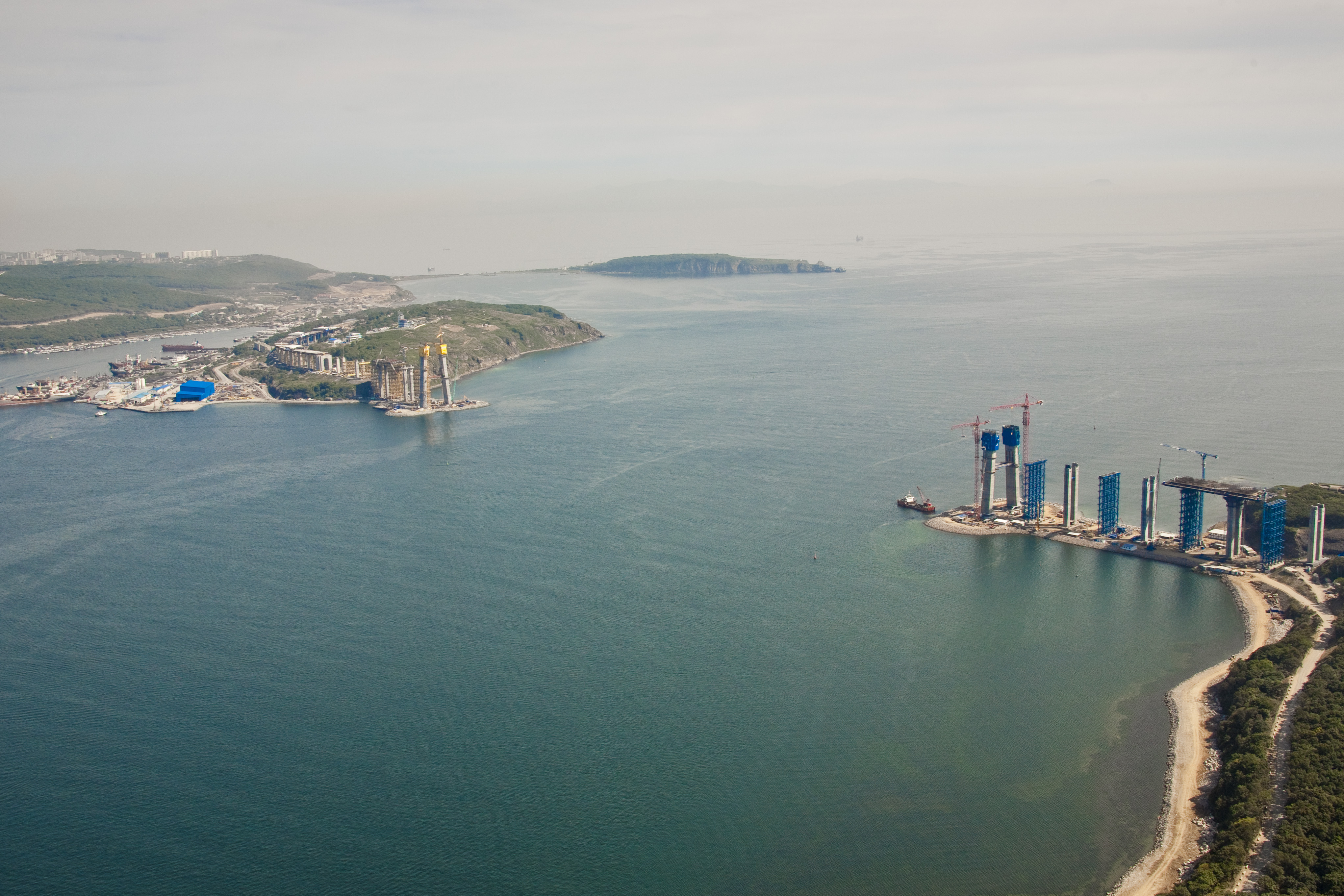
Cầu Russky đang được xây dựng

Tháng 2 năm 2008, Thống đốc Darkin thông báo rằng kế hoạch phát triển tổng thể thành phố sẽ kết hợp các hoạt động chuẩn bị, và việc tổ chức hội nghị không phải là mục tiêu mà là một công cụ để tăng cường ảnh hưởng của Nga trong khu vực Châu Á-Thái Bình Dương. Các dự án bao gồm việc xây dựng cầu qua vịnh Zolotoy Rog và cầu đến đảo Russky, những con đường mới, khách sạn hiện đại, nhà hát Opera và Ba Lê, cũng như những cải tiến tổng thể cho cơ sở hạ tầng thành phố. Vào tháng 4, thống đốc cũng nói rằng các tòa nhà phục vụ hội nghị thượng đỉnh sau đó được tái sử dụng một cách hiệu quả. Đặc biệt, nó được đề nghị sử dụng làm trung tâm hội nghị như một thư viện mới, trong khi các khách sạn sẽ vẫn tạo điều kiện cho du lịch ở hòn đảo này. Sân bay quốc tế Vladivostok cũng được hiện đại hóa. Đến cuối tháng 4, vùng Primorsky đã nhận được số tiền đầu tiên là 437 triệu rúp từ ngân sách liên bang để bắt đầu công tác chuẩn bị.
Ngày 18 tháng 12 năm 2007, kết quả của cuộc thi tạo logo hội nghị APEC đã được công bố. Logo này phù hợp với ba tiêu chí chính: thể hiện lòng yêu nước; miêu tả hội nghị là sự kiện văn hóa và kinh tế chính ở Primorsky năm 2012; sử dụng các biểu tượng lịch sử và văn hóa của Primorsky và Vladivostok. Biểu tượng thắng giải được tạo ra bởi Yevgeny Pogrebnyak, một nhà thiết kế chuyên nghiệp và là một cư dân của Vladivostok, người này đã được trao 65.000 rúp tiền thưởng.
Ngày 8 tháng 4 năm 2008, Sergey Stepashin, người đứng đầu Phòng Kế toán của Nga, đã đến thăm Vladivostok với mục đích kiểm tra các hoạt động chuẩn bị cho hội nghị. Cuộc kiểm toán cho thấy chỉ có sáu trong số 36 dự án xây dựng có liên quan đến hội nghị cấp cao đã được ghi chép đầy đủ. Stepashin cũng nói rằng một trong những ưu tiên chính là việc phi tội phạm hóa khu vực vì hình ảnh tội phạm có thể cản trở dòng chảy đầu tư, và thông báo rằng sự phát triển ở vùng Viễn Đông Nga là một trong những ưu tiên quốc gia của Nga.
Tháng 5 năm 2008, ủy ban chuyên gia tiểu bang phê duyệt dự án xây dựng một cây cầu dây võng dài 3.150 mét (10.330 ft) nối từ Vladivostok ra đảo Russky.
Tháng 6 năm 2008, Sergey Stepashin đã nhắc lại những phát hiện của cuộc kiểm toán tháng 4, rõ ràng nói rằng Nga chưa sẵn sàng để tổ chức hội nghị APEC. Ông cũng nói rằng để khắc phục tình trạng này, cần thêm ba tỷ rúp nữa để tài trợ cho hoạt động tổ chức. Sau đó vào tháng 6, Dmitry Kozak, lúc đó là Bộ trưởng Bộ Phát triển Khu vực Nga, cũng đến thăm Vladivostok để xác định tiến độ. Ông đến thăm sân bay quốc tế Vladivostok và đảo Russky rồi kết luận rằng tất cả đều đạt đúng thời hạn là điều "hoàn toàn có thể".
Vào ngày 30 tháng 6 năm 2008, chính quyền vùng Primorsky đã ký hợp đồng với Công ty Pacific Ocean Bridge để xây dựng một cây cầu bắc qua vịnh Zolotoy Rog, đây là dự án trị giá 17,9 tỷ rúp. Ngày 9 tháng 7 năm 2008, giám đốc điều hành của công ty là Viktor Grebnev nhận xét rằng việc xây dựng cây cầu khác đến đảo Russky sẽ không thể thực hiện đúng tiến độ vì "lý do công nghệ"; tuy nhiên, Vasiliy Avchenko trong cuộc thảo luận chuyên gia cho rằng chính phủ Nga sẽ xây dựng cây cầu bằng mọi giá nhưng vẫn đúng lúc để chứng minh khả năng của hòn đảo này. Việc xây dựng cầu Zolotoy Rog bắt đầu vào ngày 25 tháng 7 năm 2008. Ngày 30 tháng 7, kế hoạch xây dựng Nhà hát Opera và Ba Lê trên một hòn đảo nổi được công bố bởi chính quyền Primorsky. Nhà hát có sức chứa lên đến 2.000 người, hòn đảo nổi được lên kế hoạch xây dựng vào ngày 1 tháng 2 năm 2009. 18,8 triệu rúp đã được bao gồm trong ngân sách vùng Primorsky để xây dựng nhà hát. Đồng thời cũng công bố kế hoạch xây dựng một trung tâm y tế trong khu dân cư Vtoraya Rechka. Trung tâm y tế sẽ phục vụ nhu cầu của hội nghị APEC vào năm 2012 và sẽ được chuyển thành bệnh viện Primorsky sau khi hội nghị kết thúc.

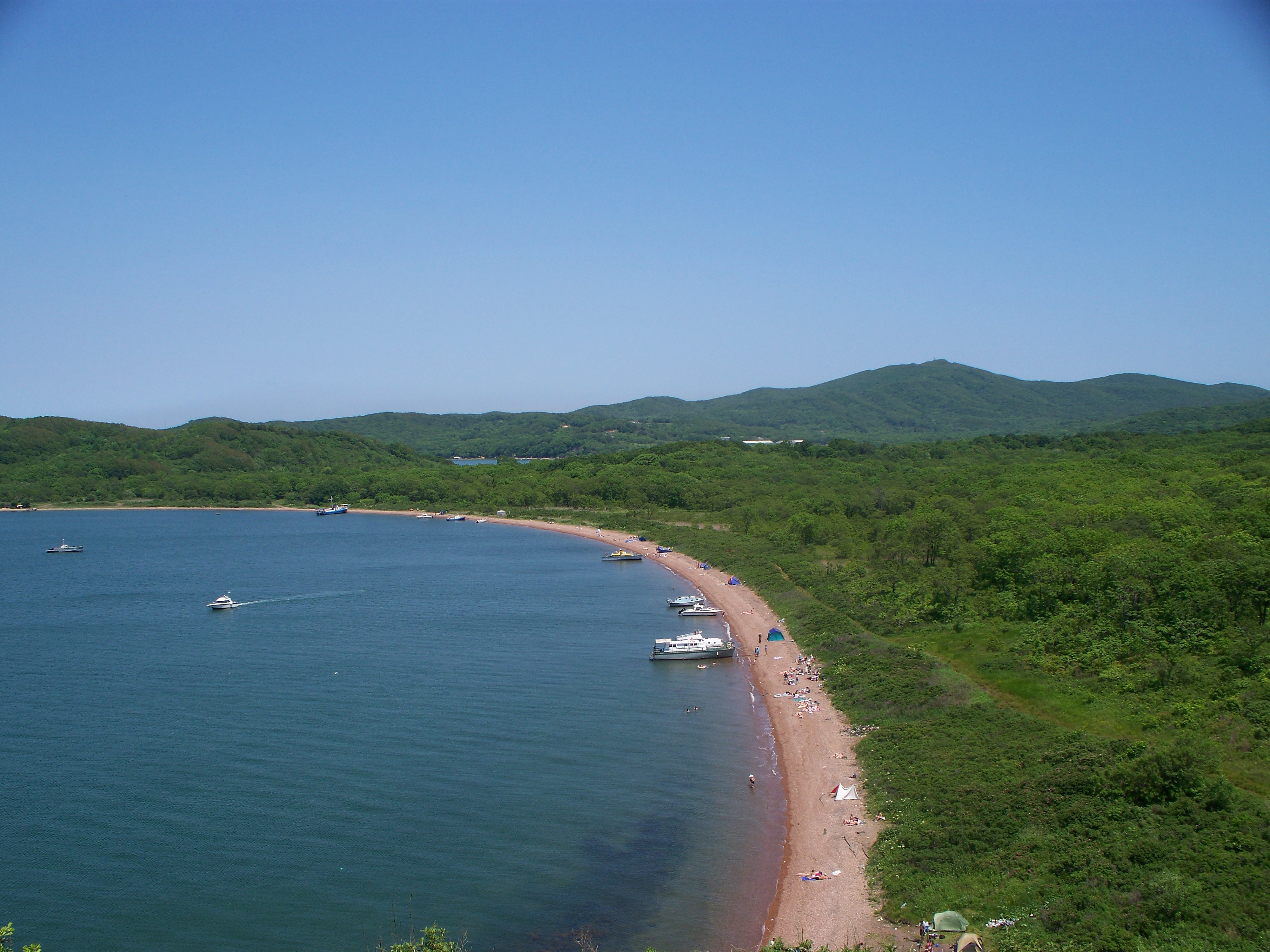
Một góc nhìn trên bãi biển ở vịnh Philippovsky, đảo Russky (năm 2008).

Tháng 8 năm 2008, Nikolay Bulayev, người đứng đầu Cơ quan Giáo dục Liên bang, đã đến thăm Vladivostok và khu vực của trường Đại học Tổng hợp Liên bang Viễn Đông trong tương lai, khuôn viên trường này sẽ nằm trên đảo Russky. Các công trình trong khuôn viên trường bao gồm một hồ cá, một công viên thiên nhiên, một khu ký túc xá dành cho sinh viên và nhân viên trong trường. Một số công trình phục vụ hội nghị APEC năm 2012 cũng sẽ được chuyển đến trường đại học khi kết thúc hội nghị. Tháng 9 năm 2008, Thủ tướng Putin thông báo việc triển khai quân đội Nga trên đảo sẽ bị hủy bỏ và việc xây dựng khuôn viên trường Đại học Tổng hợp Liên bang Viễn Đông vẫn tiếp tục tiến hành. Ngày 31 tháng 8 năm 2008, Tổng thống Dmitry Medvedev đã ký Ukaz №1277 cho phép xây dựng cây cầu bắc qua Đông Bosphorus tới đảo Russky, và chỉ định một nhà thầu xây dựng cây cầu dự kiến trị giá khoảng 1 tỷ USD.
Tháng 11 năm 2008, Viktor Basargin, Bộ trưởng Phát triển Khu vực của Nga, tới thăm sân bay quốc tế Vladivostok, đánh giá tiến độ xây dựng cầu và các tòa nhà trên đảo Russky. Nhìn chung, Bộ trưởng hài lòng với tiến độ tổng thể và tốc độ xây dựng. Basargin thông báo rằng mọi thứ sẽ sẵn sàng đúng tiến độ. Do khủng hoảng tài chính toàn cầu và ở Nga, kinh phí phát triển cho hội nghị trị giá 351 tỷ rúp có thể giảm 25 tỷ rúp do giảm giá vật liệu xây dựng và tinh giản công trình.
Mặc dù với những cắt giảm này, Bộ Tài chính Nga vào tháng 3 năm 2009 công bố do khủng hoảng ngân sách liên bang dường như không có khoản cam kết trước đây là 202 tỷ rúp để tài trợ cho các dự án chuẩn bị hội nghị thượng đỉnh. Một trong những nghị quyết được đề xuất là di chuyển hội nghị đến Saint Petersburg, vì cơ sở hạ tầng của thành phố này phát triển tốt hơn để tổ chức và sẽ ít tốn kém hơn. Ban đầu, Phó Thủ tướng thứ nhất trong Nội các thứ hai của Vladimir Putin, Igor Shuvalov, đã không xác nhận rằng các kế hoạch như vậy tồn tại, mặc dù ông cũng lưu ý rằng kịch bản này có thể xảy ra. Tuy nhiên, sau đó vào tháng 3, Shuvalov đã tổ chức một cuộc họp ở Moskva đối phó với các vấn đề về quy hoạch hội nghị thượng đỉnh, vào thời điểm đó nó được xác nhận rằng hội nghị thượng đỉnh sẽ diễn ra tại Vladivostok và không phải ở nơi nào khác. Trong cuộc họp, kế hoạch xây dựng nhà hát opera và ba lê, trung tâm y tế đã được chuyển đến một ngày không xác định sau, nhưng những phần còn lại của công trình được cho là sẽ tiếp tục đúng tiến độ.

## Căng thẳng trước hội nghị cấp cao
Quyết định của Đài Loan tổ chức các cuộc tập trận bắn đạn thật vào ngày 31 tháng 8 trên đảo Ba Bình được cho là đã làm gia tăng căng thẳng với Việt Nam trong các tranh chấp chủ quyền Biển Đông trước thềm diễn ra hội nghị thượng đỉnh. Tranh chấp cũng liên quan đến Nhật Bản và Philippines chống lại Trung Quốc.

## Diễn đàn thanh thiếu niên & chương trình Tiếng nói của Tương lai
Lễ hội thanh thiếu niên APEC được khai mạc tại Vladivostok trong những ngày trước cuộc họp của Lãnh đạo APEC. Diễn đàn diễn ra trong khuôn viên trường Đại học Tổng hợp Liên bang Viễn Đông vào ngày 2 đến ngày 4 tháng 9 song song với Tuần lễ Lãnh đạo APEC 2012 tại Vladivostok. Các đại biểu đại diện cho các nền kinh tế APEC bao gồm các sinh viên đại học và sau đại học, các nhà khoa học trẻ, các doanh nhân và chính trị gia, những người đã đề xuất các giải pháp riêng cho các vấn đề khẩn cấp về kinh tế và xã hội đang phải đối mặt ở khu vực châu Á-Thái Bình Dương. Vào cuối diễn đàn, các đại biểu đại diện đã trình bày tuyên bố riêng của họ với những người tham dự Cuộc họp của các Nhà lãnh đạo APEC. Sau đó, những người tham dự được chọn sẽ được mời tham gia vào đoàn Tiếng nói của Tương lai và tham dự Hội nghị thượng đỉnh CEO APEC trên đảo Russky.